# 中共北京市委党校
中共北京市委党校（加挂北京行政学院牌子，英文称Beijing Administration Institute, BAI）是中国共产党北京市委员会下属省级党校和高等教育机构，位于北京市西城区车公庄大街六号。

## 历史沿革
中共北京市委党校创建于1950年11月。其前身为中共北平市委干部训练班，建于1949年1月。“文革”期间被迫撤销，1975年11月开始重建。北京行政学院正式成立于1993年3月（其前身为北京市行政管理干部培训中心，1988年北京市委批准成立）。此后，校（院）实行“两块牌子、一套班子”的管理体制，坚持资源共享、优势互补、有分有合、特色办学。校（院）现有教职工432人，其中参公人员176人，事业人员256人。现有专职教师137人，其中博士生115人，正高级职称30人。

## 院系设置
- 马克思主义学院
- 哲学与文化教研部
- 经济学教研部
- 政治学教研部（科学社会主义教研部）
- 党史党建教研部
- 公共管理教研部
- 领导科学教研部
- 法学教研部
- 社会学教研部（北京市人口研究所）
- 外语教研部[5]